# Астапово (Липецкая область)
Аста́пово — село Лев-Толстовского района Липецкой области, входит в состав Октябрьского сельсовета.

## Географическое положение
Село расположено в верховьях реки Гущина Ряса в 5 км на восток от райцентра посёлка Лев Толстой.

## История
До начала XX века существовало разделение на 2 села Астапова (Остапово), северная часть (относительно реки Гущина Ряса) входила в состав Острокаменской волости Данковского уезда, южная — в состав Троицкой волости Раненбургского уезда Рязанской губернии.
Данковское Остапово в качестве села с церковью Покрова Пресвятой Богородицы упоминается в окладных книгах 1676 года. По Ландратск. книгам 1716 года в с. Остапове показано: рейтарских 10 дворов и драгунских жен 14 дворов, под 1734 г. значится 60 приходских дворов, в 1755 г. — 97, в 1768 г. — 100 дв. и в 1782 г. — 110 дв. Построенная в конце XVII века Покровская церковь в 1800 г. была возобновлена, в 1826 г. церковь и колокольня были перекрыты, в 1859 г. колокольня, с разрешения епарх. начальства, была совсем разобрана, а в 1865 г. вместо обветшавшей построена новая деревянная Покровская церковь, в том же году устроена и колокольня. Школа существовала с 1861 года.
Первоначальное построение в Раненбургском Остапове деревянной Дмитриевской церкви относится к 1767 г., эта церковь в 1842 году за ветхостью была разобрана. В 1844 году вместо неё при содействии генерала Иванова с участием остальных прихожан построена была новая деревянная Дмитриевская церковь. Школа существовала с 1870 г., открытая псаломщиком Василием Михайловичем Перехвальским в собственном доме.
В 1890 году рядом с Астаповом прошла железнодорожная линия. В 5 верстах западнее села появился полустанок, который назвали так же — Астапово (ныне в поселке Лев Толстой).
С 1928 года село являлось центром Астаповского сельсовета Лев-Толстовского района Козловского округа Центрально-Чернозёмной области, с 1954 года — в составе Октябрьского сельсовета Липецкой области.

## Население
| 1859 | 1897  | 1906  | 2000 | 2010 |
| ---- | ----- | ----- | ---- | ---- |
| 1152 | ↗1383 | ↗1953 | ↘318 | ↘277 |

## Инфраструктура
В селе имеются филиал МБОУ школа им. Л. Н. Толстого, отделение почтовой связи.

## Известные уроженцы
- один из первых руководителей Московского Метростроя В. Д. Полежаев
- генерал Д. В. Аркадьев
- связист С. Г. Колесников